# Погос Таронеци
Погос (Павел) Таронеци (арм. Պողոս Տարոնեցի) — армянский богослов, философ, видный церковный деятель XI—XII веков.

Заглавная страница «Послания против Феописта», 1752 год

## Жизнь и творчество
Родился в области Тарон в середине XI века. Был настоятелем монастыря св. Апостолов в Муше, имел титул вардапета. Прославился своими анти-халкидонскими и анти-тондракийскими произведениями. Самое известное сочинение Таронеци — «Послание против ромейского философа Феописта» (арм. «Թուղթ ընդդէմ Թէոփիստեայ հոռոմ փիլիսոփայի»). Этот полемический труд, написанный по просьбе сасунского князья Чордванела Мамиконяна, сына Торника (1073—1120), по сути является ответом на работу греческого философа Феописта. В первой части произведения Таронеци касается теологических вопросов, критикует решения Халкидонского собора, а во второй части анализирует проблемы связанные с церковными праздниками, сообщает важные сведения о распространённых в Армении протестантских движениях тондракийцев, манихейцев и цатов. Это произведение принесло ему большую популярность среди армянского духовенства. Смбат Спарапет называет его "великим вардапетом", Маттеос Урхаеци величал его "вторым просветителем армян". В 1122 году Таронеци расширил «Послание», добавив новые полемические речи. Труд был опубликован в Константинополе в 1752 году  (издательство Ованеса Чнчина, 358 страниц). Помимо «Послания», сохранились и другие сочинения Погоса Таронаци, в частности
- «Разрешение церковных санов» (арм. «Վերլուծութիւն կարգաց եկեղեցւոյ»),
- «О сорокодневнем посте» (арм. «Յաղագս քառասնորդաց պահոց»),
- «О переднем посте» (арм. «Յաղագս առաջաւորաց պահոց»),

которые пока не опубликованы. Был также известен своим музыкальним творчеством, ему принадлежит первое собрание армянских церковных гимнов — «Шаракан». Умер в 1123 году и был похоронен в монастыре св. Апостолов в Муше.